# 가와고에역
가와고에역(일본어: 川越駅, かわごええき)은 일본 사이타마현 가와고에시에 있는 철도역이다.
도부 철도 도조 본선 및 동일본 여객철도 가와고에 선(사이쿄 선 직결, 하치코 선 직결)이 환승하는 역이다.

## 타는 곳

### 도부 철도
| 1 | ■ 도조 본선 | 후지미노·시키·와코 시·나리마스·이케부쿠로 방면 ○ 유라쿠초 선 고타케무카이하라·이케부쿠로·나가타초·신키바 방면 ○ 후쿠토신 선 고타케무카이하라·이케부쿠로·시부야 방면 |
| 2 | ■ 도조 본선 | 사카도·히가시마쓰야마·오가와마치 방면 |

### 동일본 여객철도
| 3 | ■ 가와고에 선 (사이쿄 선에 직결 운행) | 오미야·이케부쿠로·신주쿠·오사키 방면 (린카이 선에 직결 운행) 신키바 방면 |
| 4 | ■ 가와고에 선(하치코 선에 직결 운행)  | 고마가와·하이지마·하치오지 방면                                          |
| 5 | ■ 가와고에 선(하치코 선에 직결 운행)  | 고마가와·하이지마·하치오지 방면                                          |
| 6 | ■ 가와고에 선(사이쿄 선)              | 오미야·이케부쿠로·신주쿠·오사키 방면 (린카이 선에 직결 운행) 신키바 방면 |

## 역세권 정보
- 혼카와고에 역(세이부 철도 신주쿠 선, 걸어서 15분 정도 소요됨)

## 인접역
| 도부 철도 ■ 도조 본선         | 도부 철도 ■ 도조 본선                               | 도부 철도 ■ 도조 본선       |
| ----------------------------- | --------------------------------------------------- | --------------------------- |
| 시키 이케부쿠로 방면          | ■ 쾌속 급행                                         | 가와고에 시 오가와마치 방면 |
| 후지미노 이케부쿠로 방면      | ■TJ 라이너 ■ 급행                                   | 가와고에 시 오가와마치 방면 |
| 신가시 이케부쿠로 방면        | ■통근 급행 ■준급 ■보통                              | 가와고에 시 오가와마치 방면 |
| 동일본 여객철도 ■ 가와고에 선 |                                                     |                             |
| 미나미후루야 오미야 방면      | ■ 사이쿄 선 직결 운행 열차 통근쾌속, 쾌속, 각역정차 | 시·종착역                   |
| 시·종착역                     | ■ 하치코 선 직결 운행 열차                          | 니시카와고에 고마가와 방면  |